# Anthophora trichopus
Anthophora trichopus là một loài Hymenoptera trong họ Apidae. Loài này được Hedicke mô tả khoa học năm 1940.